# Medienanstalt Mecklenburg-Vorpommern
Die Medienanstalt Mecklenburg-Vorpommern (abgekürzt MMV) ist eine der 14 Landesmedienanstalten  der Bundesrepublik Deutschland. Sitz der 1991 als Landesrundfunkzentrale Mecklenburg-Vorpommern  (LRZ) auf der Grundlage des Landesrundfunkgesetzes (RundfG-M-V) errichteten Anstalt ist Schwerin. Seit Januar 2010 trägt die Anstalt des öffentlichen Rechts den Namen Medienanstalt Mecklenburg-Vorpommern.
Ihre Aufgabe ist die Förderung, Mitentwicklung und Mitgestaltung des privaten Rundfunks in Mecklenburg-Vorpommern. Sie ist zuständig für die Zulassung und Kontrolle privater Hörfunk- und Fernsehprogramme sowie von Mediendiensten innerhalb des Bundeslandes. Weitere Aufgaben sind die Förderung der Medienkompetenz der Bürger, des selbstbestimmten und verantwortungsvollen Umgangs mit den Medien. Dazu gehört der Betrieb von Offenen Kanälen und die Vergabe des Medienkompetenzpreises, mit dem herausragende Leistungen von engagierten Erwachsenen und Kindern gewürdigt werden.
Die Organe der Medienanstalt sind der Medienausschuss und der Direktor. Die 11 Mitglieder des Medienausschusses werden durch verschiedene, in Mecklenburg-Vorpommern beheimatete Organisationen benannt. Die Amtszeit beträgt fünf Jahre. Der Direktor ist verantwortlich für die laufende Geschäftsführung. Seit März 2016 übernimmt Bert Lingnau diese Aufgabe.
Die Medienanstalt Mecklenburg-Vorpommern ist Mitglied in der Arbeitsgemeinschaft der Landesmedienanstalten (die medienanstalten). 

## Offene Kanäle der MMV
- NB-Radiotreff 88,0 mit Außenstudios in Greifswald (radio 98eins) und Malchin (Studio Malchin)
- rok-tv in Rostock
- Fernsehen in Schwerin